# I Giacobini
I Giacobini è un dramma teatrale scritto intorno al 1955 da Federico Zardi. Fu messo in scena dal Piccolo Teatro di Milano diretto da Giorgio Strehler nella stagione 1956-1957. La prima rappresentazione si ebbe il 13 aprile 1957.
Gli interpreti principali erano: Aldo Allegranza, Antonio Cannas, Tino Carraro, Elsa De Giorgi, Ottavio Fanfani, Sergio Fantoni, Valentina Fortunato, Franco Graziosi, Virna Lisi, Andrea Matteuzzi, Gianfranco Mauri, Franco Moraldi, Quinto Parmeggiani, Massimo Pianforini, Gigi Pistilli, Carlo Ratti, Luigi Vannucchi, Ornella Vanoni.
I costumi erano di Ezio Frigerio; le scene di Luciano Damiani; le musiche di Gino Negri; le maschere di Amleto Sartori.
Del testo teatrale lo stesso Zardi curò nel 1960 la riduzione radiofonica e nel 1962 quella per uno sceneggiato televisivo omonimo - appunto, I Giacobini - diretto da Edmo Fenoglio e trasmesso in sei puntate dall'allora programma nazionale.
Il testo di Zardi è stato ed è oggetto di studi a livello accademico.

## Argomento
Il fenomeno del giacobinismo e la rivoluzione francese - come è facile desumere fin dal titolo - sono al centro del racconto che si sviluppa nell'arco temporale che va dal 1785 al 1794 (Termidoro e caduta di Maximilien de Robespierre - la cui figura viene qui rivalutata sul piano storico - e dei suoi fedelissimi).
Vi sono partecipi diversi personaggi (Saint Just su tutti) che restituiscono il senso di una vicenda storica - quella appunto che vide protagonisti i giacobini - per certi versi esemplare di una grande crisi politica.
Le vicende ed i personaggi stessi non corrispondono effettivamente ai veri personaggi storici essendo un testo non storico ma teatrale, pur apprezzando lo sforzo dell'autore nella consultazione delle più importanti fonti dei maggiori studiosi del periodo. Ne risultano personalità alterate, se non fittizie, essendo anche non ben chiarito il contesto di guerra entro cui le vicende effettivamente si verificarono.